# Nothobomolochus atlanticus
Nothobomolochus atlanticus is een eenoogkreeftjessoort uit de familie van de Bomolochidae. De wetenschappelijke naam van de soort is voor het eerst geldig gepubliceerd in 1978 door Avdeev.